# Miles Jupp

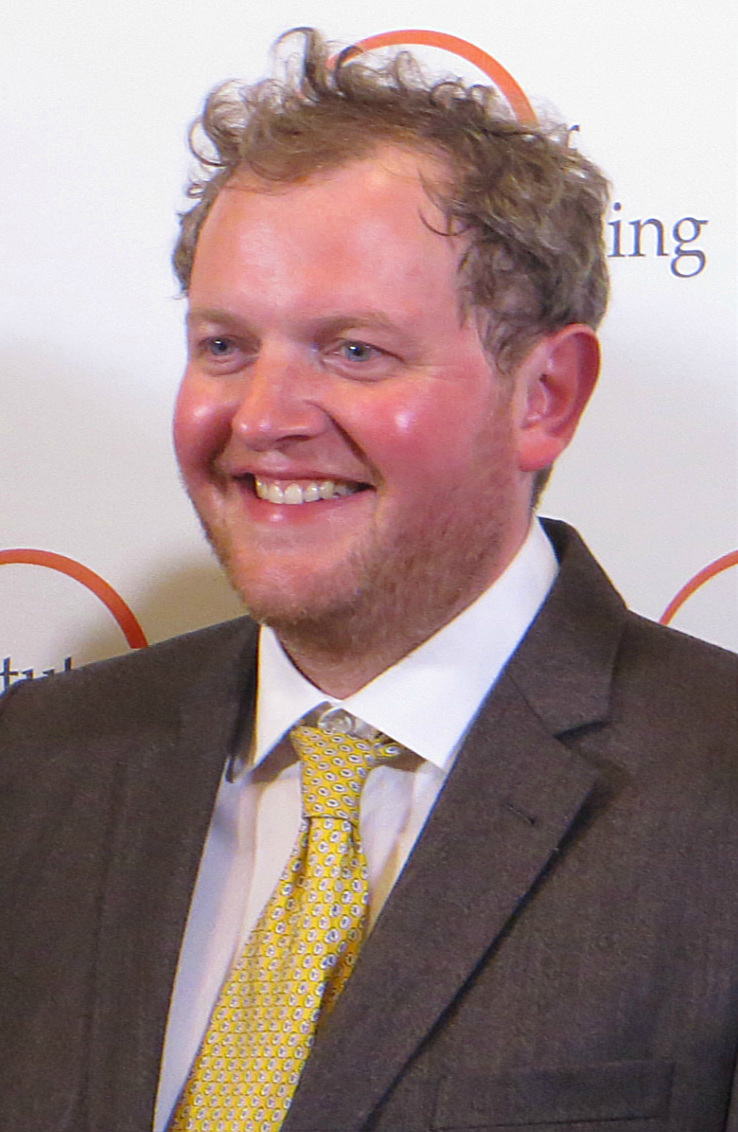
Miles Jupp (2017)

Miles Hugh Barrett Jupp (* 8. September 1979 in London) ist ein britischer Schauspieler und Komiker.

## Leben
Miles Jupp wuchs in London auf. Sein Vater ist ein Geistlicher der United Reformed Church. Jupp wurde an drei unabhängigen Schulen unterrichtet: in der Hall School in Hampstead, in der St. George's School in Windsor und dann an der Oakham School in Rutland, danach ging er an die Universität von Edinburgh, wo er Theologie studierte. Während seiner Zeit an der Universität von Edinburgh nahm er häufig an lokalen Pantomimentheater teil und trat mit der improvisierten Comedy-Truppe „The Improverts“ auf.
Jupp glaubte fast sein ganzes Leben lang, belgischer Abstammung zu sein und hugenottische Vorfahren zu haben, die im 16. Jahrhundert nach England eingewandert waren. Als er jedoch für eine Sendung für BBC Radio 4 recherchierte, entdeckte er, dass seine Wurzeln tatsächlich in Sussex liegen.
Jupp ist verheiratet und hat mit seiner Frau Rachel, die er während ihres Studiums in Edinburgh kennenlernte, fünf Kinder. Die Familie zog von Peckham, Südlondon nach Monmouthshire in Wales.

## Karriere
Miles Jupp begann seine Karriere als Stand-up-Comedian, bevor er durch die Rolle des Erfinders Archie in der britischen Kinderfernsehserie Balamory in seinem Heimatland bekannt wurde. Es folgten Auftritte als John Duggan in der politischen Satire The Thick of Things sowie als Nigel der Situationskomödie The Reverend. 2001 erhielt er eine Rolle in der TV-Serie Revolver. Es folgten weitere Serienauftritte und 2007 Filmrollen in Wedding Belles, Harry Potter und der Orden des Phönix, 2009 in Sherlock Holmes, 2011 in Johnny English – Jetzt erst recht!, 2016 Legend of Tarzan und 2017 Charles Dickens: Der Mann, der Weihnachten erfand.
Auch im Radio hatte Jupp zahlreiche Auftritte. 2009 wurde er Moderator der satirischen Comedy-Serie Newsjack von BBC Radio 7 sowie Moderator der Comedy-Quizshow Swots von BBC Radio Scotland. Im September 2015 ersetzte Jupp Sandi Toksvig als Moderator des Nachrichtenquiz bei BBC Radio 4 und leitete die Show bis zum am 31. Mai 2019.

## Filmografie (Auswahl)
- 2001: Revolver (TV-Serie)
- 2002: Live Floor Show (TV-Serie)
- 2002–2005: Balamory (TV Kinder-Serie)
- 2005: Balamory: Seeking Santa
- 2006: Feel the Force  (TV-Serie)
- 2007: Wedding Belles (Fernsehfilm)
- 2007: Harry Potter und der Orden des Phönix
- 2008: She Stoops to Conquer (Fernsehfilm)
- 2009: Sherlock Holmes
- 2009: Stewart Lee's Comedy Vehicle  (TV-Serie)
- 2011: Peeder Jigson's Video Diary (TV-Serie)
- 2011: Johnny English – Jetzt erst recht!
- 2012: The Thick of It (TV-Serie)
- 2012: Spy (TV-Serie)
- 2014: Monuments Men – Ungewöhnliche Helden
- 2015: In and Out of the Kitchen  (TV-Serie)
- 2016: Der Spion und sein Bruder
- 2016: Legend of Tarzan
- 2017: Father Brown – The Tanganyika Green
- 2017: Charles Dickens: Der Mann, der Weihnachten erfand
- 2017: The Crown – Marionettes
- 2018: Unten am Fluss (Watership Down, animierte Miniserie, Stimme)
- 2019: Inspector Barnaby (Midsomer Murders, Fernsehserie, Folge With Baited Breath)
- 2021: A Very British Scandal (Fernsehserie)
- 2021: Grantchester (Fernsehserie, 1 Folge)
- 2022: Agatha Christie: Ein Schritt ins Leere (Why Didn’t They Ask Evans?, Miniserie)